# Ciampolo de Navarra
Ciampólo (de Gian Paolo o Jean Paul), originari del regne de Navarra, és un personatge de la Divina Comèdia de Dante Alighieri, que apareix en el vint-i-dosè cant, en la cinquena fossa del vuitè cercle de l'Infern, entre els estafadors o baraters.

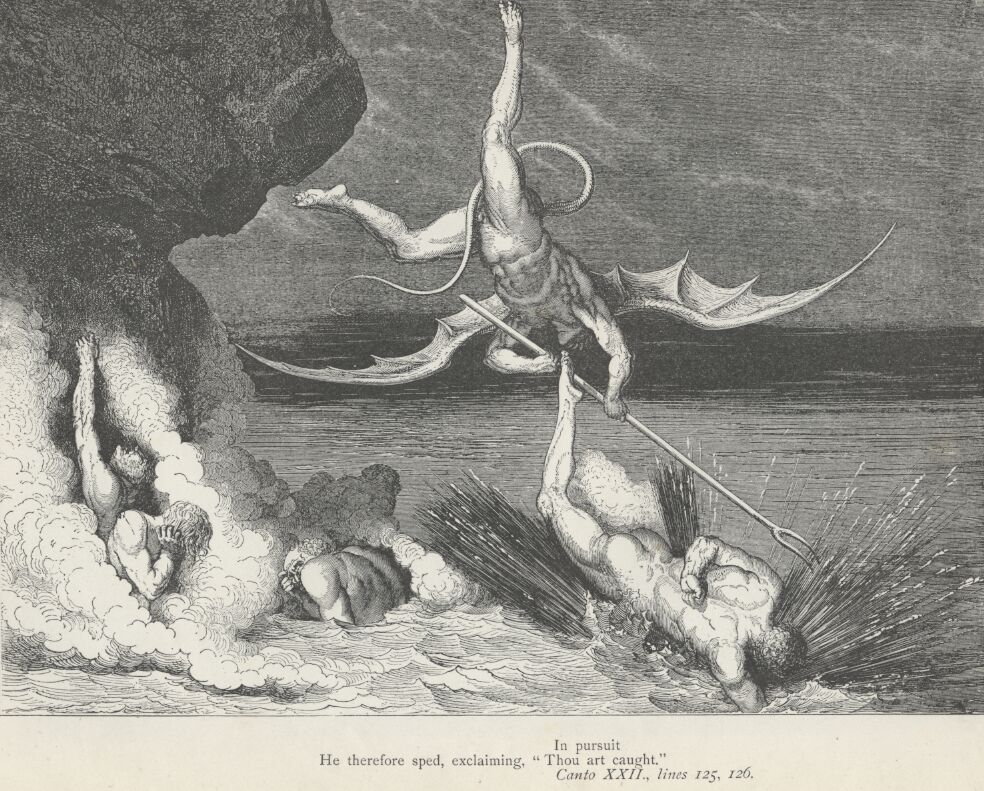
Infern Cant XXII. Ciampolo escapa del garfi d'Alacaigut. Dibuix de Gustave Doré (1832-1883).

«Jo vaig nàixer al regne de Navarra.
Ma mare em va fer servidor d'un noble,
després que va engendrar-me d'un canalla
que es destruí ell mateix i els seus béns.
Després servia el bon rei Teobald,
i allà vaig fer trafiques i maneigs
que ara em toca pagar en aquest foc.»
(Infern XXII, vv. 48-54)
D'aquest personatge no se'n sap res més que el que ens explica el mateix Dante: va estar al servei del rei Teobald II de Navarra (V com a comte de Xampanya), sota el qual va cometre malversació. El mateix nom de Ciampolo, d'altra banda, no apareix en el text, però és atribuït al personatge pels comentaristes antics. Per aquest motiu també va ser identificat [1] amb el poeta joglaresc Rutebeuf, també ell actiu a la cort del rei Tebaldo, del qual va commemorar la participació en la Croada de Sant Lluís.